# Albanska demokratiska unionspartiet
Albanska demokratiska unionspartiet (på albanska Partia Bashkimi Demokrat Shqiptar) är ett politiskt parti i Albanien. Partiet bildades 1993 och dess partiledare är Ylber Valteri.
I parlamentsvalet 2005 fick partiet 0,5 procent av rösterna men ingen mandat i parlamentet.